# Нигерија на Светском првенству у атлетици у дворани 2022.
Нигерија је учествовала на 18. Светском првенству у атлетици у дворани 2022. одржаном у Београду од 18. до 20. марта осамнаести пут, односно учествовала је на свим првенствима до данас. Репрезентацију Нигерије представљало је 6 такмичара (4 мушкарца и 2 жене), који су се такмичили у 2 дисциплине (1 мушка и 1 женска).,
На овом првенству представници Нигерије су освојили 1 медаљу и то сребрну. Овим успехом Нигерија је делила 25 место у укупном пласману освајача медаља.
У табели успешности према броју и пласману такмичара који су учествовали у финалним такмичењима (првих 8 такмичара) Нигерија је са 2 учесника у финалу делила 28. место са 8 бодова.
| Плас. | Земља    | 1. место | 2. место | 3. место | 4. место | 5. место | 6. место | 7. место | 8. место | Бр. финал. | Бод. |
| ----- | -------- | -------- | -------- | -------- | -------- | -------- | -------- | -------- | -------- | ---------- | ---- |
| =28.  | Нигерија | 0        | 1        | 0        | 0        | 0        | 0        | 0        | 1        | 2          | 8    |

## Учесници
| Мушкарци: - Ифеањи Емануел Ојели — 4 х 400 м - Сикиру Адевале Адејеми — 4 х 400 м - Тимоти Емеогхен — 4 х 400 м - Самсон Огеневегба Натанијел — 4 х 400 м | Жене: - Есе Бруме — Скок удаљ - Рут Усоро — Скок удаљ |

## Освајачи медаља (1)

### сребро(1)
- Есе Бруме — Скок удаљ

## Резултати

### Мушкарци
| Атлетичар                   | Дисциплина | Лични рекорд | Квалификације | Квалификације | Финале                | Финале       | Детаљи |
| Атлетичар                   | Дисциплина | Лични рекорд | Резултат      | Место         | Резултат              | Место        | Детаљи |
| --------------------------- | ---------- | ------------ | ------------- | ------------- | --------------------- | ------------ | ------ |
| Ифеањи Емануел Ојели        | 4 х 400 м  | 3:07,95 НР   | 3:09,55 НРС   | 4. у гр. 1    | Нису се квалификовали | 10 / 12 (13) |        |
| Сикиру Адевале Адејеми      | 4 х 400 м  | 3:07,95 НР   | 3:09,55 НРС   | 4. у гр. 1    | Нису се квалификовали | 10 / 12 (13) |        |
| Тимоти Емеогхен             | 4 х 400 м  | 3:07,95 НР   | 3:09,55 НРС   | 4. у гр. 1    | Нису се квалификовали | 10 / 12 (13) |        |
| Самсон Огеневегба Натанијел | 4 х 400 м  | 3:07,95 НР   | 3:09,55 НРС   | 4. у гр. 1    | Нису се квалификовали | 10 / 12 (13) |        |

### Жене
| Атлетичарка | Дисциплина | Лични рекорд | Финале   | Финале      | Детаљи |
| Атлетичарка | Дисциплина | Лични рекорд | Резултат | Место       | Детаљи |
| ----------- | ---------- | ------------ | -------- | ----------- | ------ |
| Есе Бруме   | Скок удаљ  | 7,17 о       | 6,85 ЛРС |             |        |
| Рут Усоро   | Скок удаљ  | 6,82         | 6,69 ЛРС | 8 / 14 (15) |        |